# Space Shuttle Main Engine
Space Shuttle Main Engine, zkráceně SSME (česky hlavní motor raketoplánu) nebo továrním značením RS-25, je raketový motor na kapalné pohonné látky používaný na amerických raketoplánech Space Shuttle, a poté na raketě Space Launch System. Jako jedny z mála motorů jsou SSME znovupoužitelné. Cena jednoho se pohybuje kolem 50 milionů amerických dolarů.

## Popis

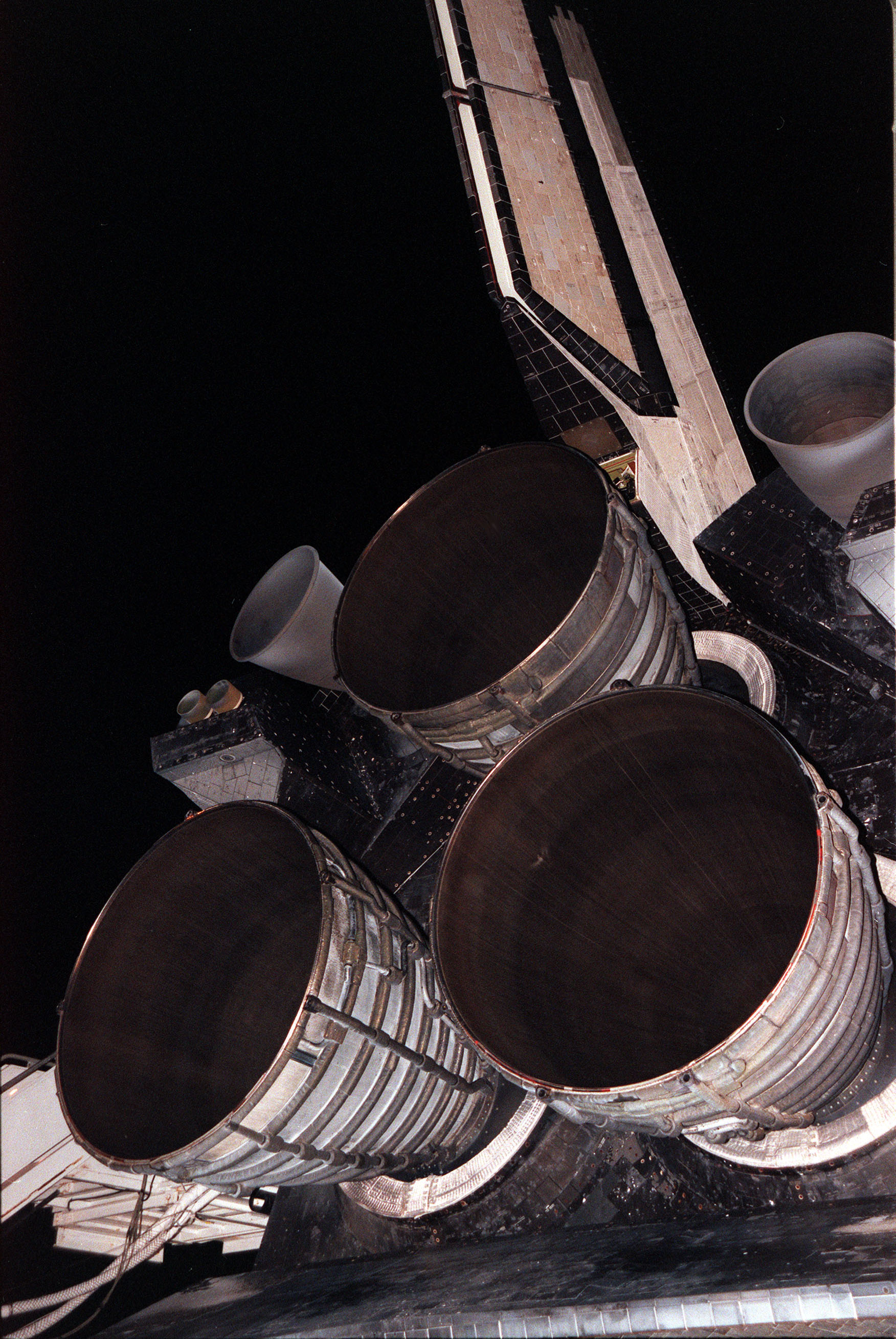
Seskupení motorů Space Shuttle Main Engine na raketoplánu.

Motory SSME byly navržené a vyrobené americkou společností Rocketdyne pro účely programu Space Shuttle. Nominální tah činí 3×2,1 MN, a specifický impuls je 453 sekund ve vakuu. Spalují kapalný vodík a kyslík, a pracují při extrémních rozdílech teploty. Kapalný vodík je skladován při teplotě -253 °C. Při spálení s kapalným kyslíkem je ve spalovací komoře dosažena teplota 3 300 °C, tedy teploty vyšší, než je teplota varu železa.
Dodávku pohonných látek do spalovacích komor těchto motorů zajišťují dvoustupňová odstředivá turbočerpadla (vysokotlaké a nízkotlaké), přičemž část kapalného vodíku je nejprve vedena stěnami trysky, které jsou tak regenerativně chlazeny. Jako první motor v USA používá uzavřený cyklus, který umožňuje značně vyšší výkon a efektivitu. Motory jsou standardně nainstalovány ve výkyvných závěsech, jejichž vychylování hydraulickými ovladači řídí směr letu.

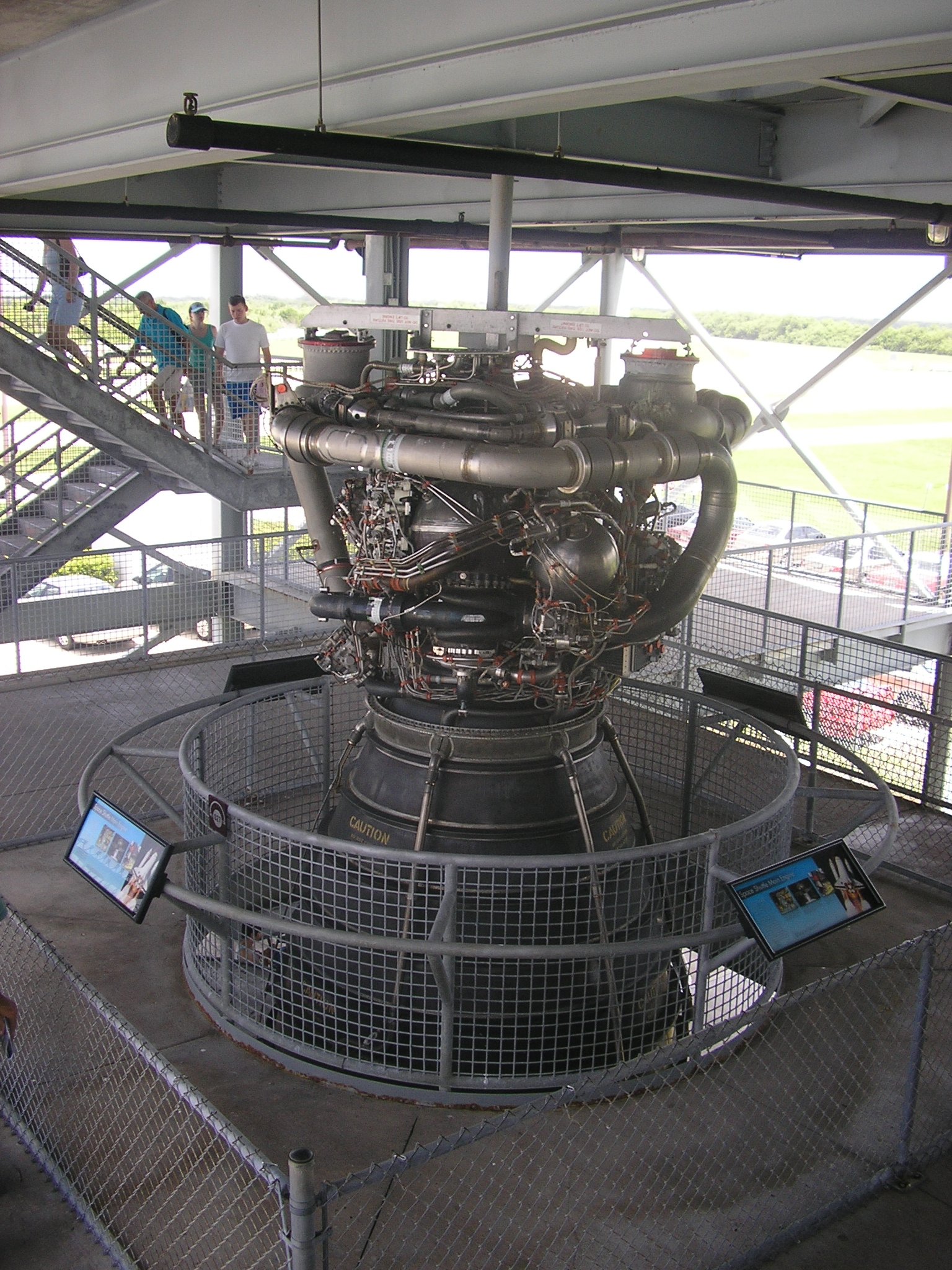
Hlavní motor raketoplánu Space Shuttle.

Tah motorů SSME může být nastaven mezi 67 % do 109 % nominálního tahu. Při startu Space Shuttle je používán tah 104 %. Vzhledem k tomu že motory na SLS jsou použity jen jednou, tak používají plný tah 109%. V průběhu programu Space Shuttle byly postupně vyvinuty čtyři modifikované verze, označované jako RS-25 A až D, které postupně vylepšovaly maximální výkon a zefektivňovaly výrobu.
U Space Shuttle jsou motory umístěny na zádi družicového stupně ve svazku po třech,  a čerpají palivo a okysličovadlo z přídavné nádrže ET. Při jednom startu pracovaly motory nepřetržitě 520 s, celková záloha životnosti je nejméně 28 600 s, to je 7 1/2 hodiny provozu do generální prohlídky, po každém letu raketoplánu byly odstraněny a poslány na kontrolu.
Na raketě Space Launch System jsou použity čtyři motory SSME, nainstalované ve spodní části centrálního stupně. Při startu jsou použity jednorázově. První starty používají modifikované verze z raketoplánu, do budoucna se počítá s novou verzí RS-25E optimalizovanou pro nižší cenu.
Varianta motoru SSME označovaná jako AR-22 (de facto raný model RS-25 s novým kontrolním počítačem) byla také navržena pro vojenský projekt XS-1. Během jeho vývoje se podařilo uskutečnit deset stovteřinových zážehů v deseti dnech.